# Kaneelstuitbladspeurder
De kaneelstuitbladspeurder (Philydor pyrrhodes) is een zangvogel uit de familie ovenvogels (Furnariidae).

## Verspreiding en leefgebied
Deze soort komt voor van zuidoostelijk Colombia tot zuidelijk Venezuela, de Guyana's, noordelijk Bolivia en oostelijk amazonisch Brazilië.

## Status
De grootte van de populatie is niet gekwantificeerd maar de soort wordt omschreven als schaars. Op de Rode lijst van de IUCN heeft deze soort de status niet bedreigd.